# Шевченківська сільська рада (Малинський район)
Шевченківська сільська рада — колишня адміністративно-територіальна одиниця та орган місцевого самоврядування у Чоповицькому і Малинському районах Житомирської області Української РСР та України з адміністративним центром у с. Шевченкове.

## Населені пункти
Сільській раді були підпорядковані населені пункти:
- с. Шевченкове
- с. Крушники
- с. Кутище
- с. Тишів

## Населення
Відповідно до результатів перепису населення СРСР, кількість населення ради станом на 12 січня 1989 року становила 676 осіб.
Станом на 5 грудня 2001 року, відповідно до перепису населення України, кількість мешканців сільської ради становила 605 осіб.

## Склад ради
Рада складалася з 14 депутатів та голови.

### Керівний склад сільської ради
| ПІБ                          | Основні відомості                                                               | Дата обрання | Дата звільнення |
| ---------------------------- | ------------------------------------------------------------------------------- | ------------ | --------------- |
| Кононученко Олена Григорівна | Сільський голова, 1965 року народження, освіта, позапартійна                    | 26.03.2006   | 31.10.2010      |
| Кононученко Олена Григорівна | Сільський голова, 1965 року народження, освіта середня спеціальна, позапартійна | 31.10.2010   |                 |

Примітка: таблиця складена за даними джерела

## Історія
Створена 9 вересня 1939 року в складі сіл Крушники, Кутище, Репище, Тишів та Шевченкове Чоповицької сільської ради Чоповицького району Житомирської області.
Станом на 1 вересня 1946 року сільська рада входила до складу Чоповицького району Житомирської області, на обліку в раді перебували с. Шевченкове та хутори Крушники, Кутище, Репище і Тишів.
2 вересня 1954 року, відповідно до рішення Житомирського облвиконкому № 1087 «Про перечислення населених пунктів в межах районів Житомирської області», с. Репище передане до складу Владівської сільської ради Чоповицького району. 5 березня 1959 року, відповідно до рішення Житомирського облвиконкому № 161 «Про ліквідацію та зміну адміністративно-територіального поділу окремих сільських рад області», села Крушники та Кутище підпорядковані Барвінківській сільській раді Малинського району. 14 березня 1960 року, відповідно до рішення Житомирського облвиконкому № 227 «Про зміни в адміністративно-територіальному поділі сільських рад Малинського району», сільську раду ліквідовано, територію та населені пункти приєднано до складу Головківської сільської ради Малинського району. Відновлена 17 вересня 1984 року, відповідно до рішення Житомирського облвиконкому № 315 «Про деякі питання адміністративно-територіального устрою», в складі сіл Крушники, Кутище, Тишів та Шевченкове Барвінківської сільської ради Малинського району.
Ліквідована 30 грудня 2016 року внаслідок об'єднання до складу Чоповицької селищної територіальної громади Малинського району Житомирської області.
Входила до складу Чоповицького (9.09.1939 р.) та Малинського (28.11.1957 р., 17.09.1984 р.) районів.